# 2nd

『2nd』（セカンド）は、CHAGE（現：Chage）の1枚目のオリジナル・アルバム。1998年10月21日に発売された。発売元は東芝EMI / EASTWORLD。2001年4月18日にはヤマハミュージックコミュニケーションズから再発売されている。

## 解説
CHAGE&ASKAとしてデビュー19年目を経過したCHAGEが、ソロ名義で発売する初めてのオリジナル・アルバムである。
タイトルの『2nd』とは、「今までのCHAGEが第一章だとしたらこれからのCHAGEは第二章」という意味を込めて名付けられた。
このアルバムを引っ提げて、コンサートツアー『CHAGE CONCERT TOUR Feeling Place』を開催した。

## 収録曲
| #         | タイトル                         | 作詞              | 作曲              | 編曲         | 時間  |
| --------- | -------------------------------- | ----------------- | ----------------- | ------------ | ----- |
| 1.        | 「PATIENCE」                     | -                 | CHAGE             | クサクサーズ | 1:54  |
| 2.        | 「トウキョータワー」             | CHAGE             | CHAGE             | 十川知司     | 5:47  |
| 3.        | 「GIVE&TAKE」                    | CHAGE             | CHAGE             | クサクサーズ | 5:11  |
| 4.        | 「[7]」                          | CHAGE             | CHAGE             | 西川進       | 5:04  |
| 5.        | 「TRANCE⇔ENTRANCE」              | CHAGE             | CHAGE             | 田辺恵二     | 5:24  |
| 6.        | 「UNDO」                         | CHAGE             | CHAGE             | 宮内和之     | 5:47  |
| 7.        | 「MR.LIVERPOOL」                 | CHAGE             | 村上啓介          | 宇佐元恭一   | 5:38  |
| 8.        | 「U・P・K・」                    | CHAGE             | 八熊慎一          | SPARKS GO GO | 4:33  |
| 9.        | 「12色のクレヨン」               | 伊藤緑            | CHAGE             | 田辺恵二     | 4:43  |
| 10.       | 「僕が見つけた気持ちのいい場所」 | CHAGE、宇佐元恭一 | CHAGE、宇佐元恭一 | 十川知司     | 6:58  |
| 11.       | 「CRIMSON」(Secret Track)        | CHAGE             | CHAGE             | -            | 8:06  |
| 合計時間: | 合計時間:                        | 合計時間:         | 合計時間:         | 合計時間:    | 59:05 |

## 楽曲解説
※コメントは、『2nd』  Discography | Official Web Site 各曲の項目を参照
1. PATIENCE
インストゥルメンタル。他の曲のプリプロダクション最中に出来た曲。
水滴やハサミの音などが入っていて、みんなで面白がって作ったという。
2. トウキョータワー
1998年9月30日に発売されたCHAGE名義として初のシングル曲。NEC 企業CMソング。テレビ東京系『愛の貧乏脱出大作戦』エンディングテーマ。
シングル収録時とは異なるアルバム・バージョンとなっている。
3. GIVE&TAKE
映画『スティング』や『フレンチ・コネクション』、『あぶない刑事』などのような "男ふたりのドラマ" を書きたくて制作した曲。
4. [7]
1998年6月22日に日本武道館で行われたCHAGEのソロ・コンサート『CHAGE "大いに唄う" in 武道館』のために作った曲。
コンサート時とは、歌詞や歌い方を変えてレコーディングした。
5. TRANCE⇔ENTRANCE
幻想感・恍惚感のある曲を書いてみたという。
CHAGEは、「メロディーラインがすごく自分っぽいって思える曲」だとしている。
6. UNDO
1998年9月30日に発売されたシングル「トウキョータワー」のカップリング曲。日本テレビ系『U・S改』CART中継イメージソング。
7. MR.LIVERPOOL
MULTI MAXが1996年に発売したシングル『どうだい』カップリング曲のセルフカバー。
8. U・P・K・
タイトルは、カメラを向けられるとついピースをしてしまうという「うっかりピース君」を略したもの。
SPARKS GO GOとの作業は、CHAGEのレコーディング最短記録を更新する3時間でOKテイクとなった。
9. 12色のクレヨン
詞が先にあって、それに曲をのせる作業を行なった。
CHAGEは歌の世界にフォークを感じて、思わず自分のアマチュア時代を思い出したという。
10. 僕が見つけた気持ちのいい場所
ChageのYouTubeチャンネル「Chageのずっと細道」オープニングテーマソング。

曲の終了後、2分間の無音部分を挟んでシークレット・トラックが存在し、1992年にCHAGE&ASKAとして発表した曲「CRIMSON」のソロ・バージョンが収録されている。

## 参加ミュージシャン
| PATIENCE - synth. operation：小笠原学 - keyboards, chorus：木村紡司 トウキョータワー - keyboards：十川知司 - guitar：鈴木智文、堀越信泰 - bass：中原信雄 - synth. operation：森達彦、山岡広司 - strings：後藤勇一郎ストリングス - french horn：水江 “ヨーカン” 洋一郎 GIVE&TAKE - guitars, keyboards, acoustic piano：木村紡司 - synth. operation, tambourine：小笠原学 - chorus：中野創、三浦健介、木村紡司 [7] - guitar：西川進、戸谷誠 - bass：惠美直也 - drums：鶴谷智生 - keyboards：皆川真人 - synth. operation：小笠原学 TRANCE⇔ENTRANCE - synth. operation：田辺恵二 - guitar：YAMACHI (from jav jav) - bass：MACHIDA (from THE BIG BAND!!) - trumpet：水江 “ヨーカン” 洋一郎 - chorus：朝日香織 | UNDO - guitar：宮内和之 (from ICE)、深沼元昭 (from PLAGUES) - bass：KANAME (from COSA NOSTRA) - drums：富岡 “GRICO” 義広 - synth. operator：野崎貴朗 MR.LIVERPOOL - keyboards, chorus：宇佐元恭一 - guitar：木村紡司 - synth. operator：小笠原学 - chorus：むぎふみコーラス隊 U・P・K・ - guitar：橘厚也 (from SPARKS GO GO) - bass：八熊慎一 (from SPARKS GO GO) - drums：橘哲也 (from SPARKS GO GO) 12色のクレヨン - synth. operation：田辺恵二 - guitar：YAMACHI (from jav jav) - bass：石川具幸 - drums：杉野寿之 僕が見つけた気持ちのいい場所 - keyboards：十川知司 - guitar：阿久津隆一 - bass：上田ケンジ - drums：吉田匡 - synth. operation：山岡広司 - strings：後藤勇一郎カルテット - mandolin, banjo：渡辺等 |